# Eggert Elers (militär)
Eggert Elers, född 29 april 1819 i Stockholm, död 29 juni 1897 i Jönköping, var en svensk militär.
Eggert Elers var son till amiralitetskammarrådet Eggert Elers och Ebba Christina Hallström. Han blev officer 1837, kapten vid Kalmar regemente 1859, major 1863 och överstelöjtnant 1868. Elers var överste och chef för Västgöta-Dals regemente 1871–1882. Han blev riddare av Svärdsorden 1864 och kommendör av första klassen av samma orden 1880.